# Robert Redford
Charles Robert Redford Jr. (ur. 18 sierpnia 1936 w Santa Monica) – amerykański aktor, reżyser i producent filmowy.

## Życiorys

### Wczesne lata
Urodził się w Santa Monica jako jedyny syn Charlesa Roberta Redforda, księgowego, który pracował dla Standard Oil, i Marthy Hart, która zmarła w 1955 roku, gdy Robert kończył szkołę średnią Van Nuys High School w Los Angeles. Z powodu pijaństwa stracił swoje stypendium sportowe za grę w baseball, przyznane przez University of Colorado. Uczył się malarstwa w The Pratt Institute of Art oraz uczęszczał do American Academy of Dramatic Arts w Nowym Jorku.

### Kariera
Podczas nauki wystąpił w broadwayowskiej sztuce Tall Story (1959). W latach 1961–62 grał główną rolę w spektaklach: Niedziela w Nowym Jorku (Sunday in New York) i Boso w parku (Barefoot in the Park) Neila Simona. Pojawił się potem na małym ekranie w jednym z odcinków serialu telewizyjnego ABC Maverick (1960) z Jamesem Garnerem i Ratownictwo 8 (Rescue 8, 1960), a następnie zadebiutował na dużym ekranie jako baseballista w komedii sportowej Joshuy Logana Duby smalone (Tall Story, 1960) u boku Anthony’ego Perkinsa i Jane Fondy. Potem znalazł się w obsadzie filmu wojennego War Hunt (1962) o wojnie w Korei z udziałem Johna Saxona, Sydneya Pollacka i Toma Skerritta.
Po roli prawnika w filmie Boso w parku (Barefoot in the Park, 1967) zaczęto go nazywać złotym chłopcem z Kalifornii. Zdobył uznanie widzów i stał się jedną z największych gwiazd Hollywoodu dzięki roli Sundance'a Kida w westernie Butch Cassidy i Sundance Kid (Butch Cassidy and Sundance Kid, 1969). Zagrał potem w kilkunastu filmach, które przeszły do historii kina, m.in. Żądło (The Sting, 1973), Wielki Gatsby (The Great Gatsby, 1974), Trzy dni Kondora (Three Days of the Condor, 1975), O jeden most za daleko (A Bridge Too Far, 1977), Urodzony sportowiec (The Natural, 1984) jako gwiazdor baseballu lat 30. XX w., czy Pożegnanie z Afryką (Out of Africa, 1985).
Jako reżyser zadebiutował w 1980 roku filmem Zwyczajni ludzie (Ordinary People), za który został uhonorowany Oscarem i Złotym Globem.
Założył i był właścicielem ośrodka narciarskiego Sundance Resort (nazwanego tak od jednej z jego ról – Sundance Kida), gdzie utworzył Sundance Institute i gdzie corocznie organizowany jest Sundance Film Festival, największy i najbardziej uznany festiwal promujący kino niezależne.
7 sierpnia 2018 poinformował o zakończeniu kariery aktorskiej.

### Życie prywatne

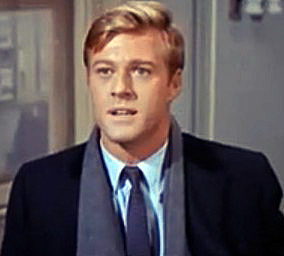
Robert Redford, 1967

12 września 1958 w Las Vegas poślubił Lolę Van Wagenen (ur. 1940), która urodziła czwórkę dzieci: syna Scotta Anthony’ego (ur. 1 września 1959, zm. 17 listopada 1959 – nagła śmierć łóżeczkowa), córkę Shaunę Jean (ur. 15 listopada 1960), syna Davida Jamesa „Jamiego” (ur. 15 maja 1962, zm. 17 października 2020 z powodu nowotworu wątroby) i córkę Amy Hart (ur. 22 października 1970). W 1985 Lola i Robert Redford rozwiedli się.
Spotykał się z brazylijską aktorką Sônią Bragą (1988), projektantką kostiumów Kathy O’Rear (1990-1995), która pracowała przy jego filmach – Rzeka wspomnień (A River Runs Through It, 1992) i Quiz Show (1994), i szwedzką aktorką Leną Olin (1990-1991). W 1999 roku romansował z niemiecką malarką Sibylle Szaggars, a 10 lat później, w 2009 ożenił się z nią.

## Nagrody
- 1961: Theater World Award: za rolę w spektaklu Niedziela w Nowym Jorku (Sunday in New York)
- 1965: Złoty Glob: Najbardziej Obiecujący Gwiazdor; za rolę Inside Daisy Clover (1965)
- 1974: Złoty Glob: Światowy Gwiazdor Filmowy
- 1976: Złoty Glob: Światowy Gwiazdor Filmowy
- 1977: Złoty Glob: Światowy Gwiazdor Filmowy
- 1980: Amerykańska Nagroda Reżyserów Ekranowych (Directors Guild of America Award): Najlepszy reżyser filmu Zwyczajni ludzie (Ordinary People)
- 1980: National Board of Review Award: Najlepszy reżyser filmu Zwyczajni ludzie (Ordinary People)
- 1981: Oscar: Najlepszy reżyser filmu Zwyczajni ludzie (Ordinary People)
- 1981: Złoty Glob: Najlepszy reżyser filmu Zwyczajni ludzie (Ordinary People)
- 1994: Nagroda Cecila B DeMille 1994: New York Film Critics Circle Award: Best Picture, Quiz Show
- 1995: Screen Actors Guild Lifetime Achievement Award

## Odznaczenia
- Prezydencki Medal Wolności – 2016[16]
- National Medal of Arts
- Legia Honorowa – Francja

## Filmografia

### obsada aktorska
| Rok  | Tytuł                                                                                 | Rola                                       | Reżyser                                  | Uwagi                                         |
| ---- | ------------------------------------------------------------------------------------- | ------------------------------------------ | ---------------------------------------- | --------------------------------------------- |
| 1960 | Maverick (serial TV)                                                                  | Jimmy Coleman                              |                                          | odc. 76: „Iron Hand”                          |
| 1960 | Rescue 8 (serial TV)                                                                  | Danny Tilford                              |                                          | odc. 67: „Breakdown”                          |
| 1960 | The Deputy (serial TV)                                                                | Burt Johnson                               |                                          | odc. 31: „The Last Gunfight”                  |
| 1960 | Playhouse 90                                                                          | Pułkownik Lott                             |                                          | odc. 134: „In the Presence of Mine Enemies”   |
| 1960 | Tate (serial TV)                                                                      | John Torsett                               |                                          | odc. 3: „The Bounty Hunter”                   |
| 1960 | Tate (serial TV)                                                                      | Tad Dundee                                 |                                          | odc. 8: „Comanche Scalps”                     |
| 1960 | Moment of Fear                                                                        | Obcy                                       |                                          | odc. 1: „The Golden Deed”                     |
| 1960 | Perry Mason (serial TV)                                                               | Dick Hart                                  |                                          | odc. 96: „The Case of the Treacherous Toupee” |
| 1960 | The Iceman Cometh                                                                     | Don Parritt                                |                                          | TV                                            |
| 1960 | Duby smalone (Tall Story)                                                             | baseballista                               | Joshua Logan                             |                                               |
| 1961 | Route 66 (serial TV)                                                                  | Janosh                                     |                                          | odc. 35: „First-Class Mouliak”                |
| 1961 | Whispering Smith (serial TV)                                                          | Johnny                                     |                                          | odc. 2: „The Grudge”                          |
| 1961 | Naked City (serial TV)                                                                | Baldwin Larne                              |                                          | odc. 60: „Tombstone for a Derelict”           |
| 1962 | The Twilight Zone (serial TV)                                                         | Harold Beldon                              |                                          | odc. 81: „Nothing in the Dark”                |
| 1962 | War Hunt                                                                              | szeregowiec Roy Loomis                     | Denis Sanders                            |                                               |
| 1963 | Nietykalni (The Untouchables, serial TV)                                              | Jack Parker                                |                                          | odc. 103: „Snowball”                          |
| 1963 | The Virginian                                                                         | Matthew Cordell                            |                                          | odc. 34 (2.4): „A Killer in Town”             |
| 1965 | Ciemna strona sławy (Inside Daisy Clover)                                             | Wade Lewis                                 | Robert Mulligan                          |                                               |
| 1965 | Sytuacja beznadziejna... ale niezbyt poważna (Situation Hopeless ... But Not Serious) | Kapitan Hank Wilson                        | Gottfried Reinhardt                      |                                               |
| 1966 | Przeznaczone do likwidacji (This Property Is Condemned)                               | Owen Legate                                | Sydney Pollack                           |                                               |
| 1966 | Obława (The Chase)                                                                    | Charlie 'Bubber' Reeves                    | Arthur Penn                              |                                               |
| 1967 | Boso w parku (Barefoot in the Park)                                                   | Paul Bratter                               | Gene Saks                                |                                               |
| 1969 | Butch Cassidy i Sundance Kid (Butch Cassidy and the Sundance Kid)                     | Harry Longabaugh / The Sundance Kid        | George Roy Hill                          |                                               |
| 1969 | Był tu Willie Boy (Tell Them Willie Boy Is Here)                                      | Zastępca szeryfa Christopher 'Coop' Cooper | Abraham Polonsky                         |                                               |
| 1969 | Szaleńczy zjazd (Downhill Racer)                                                      | David Chappellet                           | Michael Ritchie                          |                                               |
| 1970 | Mały Fauss i duży Halsy (Little Fauss and Big Halsy)                                  | Halsy Knox                                 | Sidney J. Furie                          |                                               |
| 1972 | Jeremiah Johnson                                                                      | Jeremiah Johnson                           | Sydney Pollack                           |                                               |
| 1972 | Kandydat (The Candidate)                                                              | Bill McKay                                 | Michael Ritchie                          |                                               |
| 1972 | Diamentowa gorączka (The Hot Rock)                                                    | John Archibald Dortmunder                  | Peter Yates                              |                                               |
| 1973 | Żądło (The Sting)                                                                     | Johnny Hooker                              | George Roy Hill                          |                                               |
| 1973 | Tacy byliśmy (The Way We Were)                                                        | Hubbell Gardiner                           | Sydney Pollack                           |                                               |
| 1974 | Wielki Gatsby (The Great Gatsby)                                                      | Jay Gatsby                                 | Jack Clayton                             |                                               |
| 1975 | Trzy dni Kondora (Three Days of the Condor)                                           | Joseph Turner/Kondor                       | Sydney Pollack                           |                                               |
| 1975 | Wielki Waldo Pepper (The Great Waldo Pepper)                                          | Waldo Pepper                               | George Roy Hill                          |                                               |
| 1976 | Wszyscy ludzie prezydenta (All the President’s Men)                                   | Bob Woodward                               | Alan J. Pakula                           |                                               |
| 1977 | O jeden most za daleko (A Bridge Too Far)                                             | Major Julian Cook                          | Richard Attenborough                     |                                               |
| 1979 | Elektryczny jeździec (The Electric Horseman)                                          | Norman 'Sonny' Steele                      | Sydney Pollack                           |                                               |
| 1980 | Więzień Brubaker (Brubaker)                                                           | Henry Brubaker                             | Stuart Rosenberg                         |                                               |
| 1984 | Urodzony sportowiec (The Natural)                                                     | Roy Hobbs                                  | Barry Levinson                           |                                               |
| 1985 | Pożegnanie z Afryką (Out of Africa)                                                   | Denys Finch Hatton                         | Sydney Pollack                           |                                               |
| 1986 | Orły Temidy (Legal Eagles)                                                            | Tom Logan                                  | Ivan Reitman                             |                                               |
| 1990 | Hawana (Havana)                                                                       | Jack Weil                                  | Sydney Pollack                           |                                               |
| 1992 | Sneakers                                                                              | Martin „Marty” Bishop                      | Phil Alden Robinson                      |                                               |
| 1992 | Incydent w Oglala (Incident at Oglala)                                                | Narrator                                   | Michael Apted                            |                                               |
| 1993 | Niemoralna propozycja (Indecent Proposal)                                             | John Gage                                  | Adrian Lyne                              |                                               |
| 1993 | Klasa amerykańska (La Classe américaine)                                              | Steven                                     | Michel Hazanavicius, Dominique Mézerette |                                               |
| 1996 | Namiętności (Up Close & Personal)                                                     | Warren Justice                             | Jon Avnet                                |                                               |
| 1998 | Zaklinacz koni (The Horse Whisperer)                                                  | Tom Booker                                 | Robert Redford                           | także producent i reżyser                     |
| 2001 | Ostatni bastion (The Last Castle)                                                     | Pułkownik generał Eugene Irwin             | Rod Lurie                                |                                               |
| 2001 | Zawód: Szpieg (Spy Game)                                                              | Nathan D. Muir                             | Tony Scott                               |                                               |
| 2004 | Rozrachunek (The Clearing)                                                            | Wayne Hayes                                | Pieter Jan Brugge                        |                                               |
| 2005 | Niedokończone życie (An Unfinished Life)                                              | Einar Gilkyson                             | Lasse Hallström                          |                                               |
| 2006 | Pajęczyna Charlotty (Charlotte's Web)                                                 | Koń Ike (głos)                             | Gary Winick                              |                                               |
| 2007 | Ukryta strategia (Lions for Lambs)                                                    | Dr Stephen Malley                          | Robert Redford                           | także producent i reżyser                     |
| 2012 | Reguła milczenia (The Company You Keep)                                               | Jim Grant/Nick Sloan                       | Robert Redford                           | także producent i reżyser                     |
| 2013 | Wszystko stracone (All Is Lost)                                                       | żeglarz                                    | J.C. Chandor                             |                                               |
| 2014 | Kapitan Ameryka: Zimowy żołnierz (Captain America: The Winter Soldier)                | Alexander Pierce                           | Anthony i Joe Russo                      |                                               |
| 2015 | A Walk in the Woods                                                                   | Bill Bryson                                | Ken Kwapis                               |                                               |
| 2015 | Niewygodna prawda (Truth)                                                             | Dan Rather                                 | James Vanderbilt                         |                                               |
| 2016 | Mój przyjaciel smok (Pete’s Dragon)                                                   | Tato Grace                                 | David Lowery                             |                                               |
| 2017 | Odkrycie (The Discovery)                                                              | Thomas Harbor                              | Charlie McDowell                         |                                               |
| 2017 | Nasze noce (Our Souls at Night)                                                       | Louis Waters                               | Ritesh Batra                             |                                               |
| 2018 | Gentleman z rewolwerem (The Old Man & the Gun)                                        | Forrest Tucker                             | David Lowery                             |                                               |

### reżyser
- 1980: Zwyczajni ludzie
- 1988: Fasolowa wojna
- 1992: Rzeka wspomnień
- 1994: Quiz Show
- 1998: Zaklinacz koni
- 2000: Nazywał się Bagger Vance
- 2007: Ukryta strategia
- 2010: Spisek
- 2012: Reguła milczenia